# Zuppa alla pavese
Zuppa alla pavese (auch Zuppa pavese) ist ein italienisches Nationalgericht (eine sogenannte Nationalsuppe).
Mit pochierten Eiern angereichert wird sie zu einer herzhaften Mahlzeit. Heiße Hühnerbrühe wird über ein frisches rohes Ei gegossen, das auf einer in Butter gebratenen Scheibe Brot liegt, das Ganze wird mit geriebenem Käse bestreut und gratiniert. Außer Hühnerbrühe sind auch andere Fleischbrühen üblich.
Eine Legende besagt, dass im Jahr 1525 nach der Schlacht bei Pavia der besiegte französische Monarch François I. in einer Hütte namens La Repentita Zuflucht suchte. Dort versorgte ihn eine Bäuerin mit dieser einfachen, aber nahrhaften Suppe, deren Rezept er mit nach Frankreich nahm, um seine Untertanen zu beeindrucken.